# Double Vision (album Foreigner)
| Recensione | Giudizio |
| ---------- | -------- |
| AllMusic   |          |

Double Vision è il secondo album in studio del gruppo anglo-statunitense Foreigner, pubblicato nel giugno del 1978 dalla Atlantic Records.

## Tracce
Lato A
1. Hot Blooded – 4:20 (testi: Lou Gramm; musica: Mick Jones)
2. Blue Morning, Blue Day – 3:06 (testi: Lou Gramm e Mick Jones; musica: Mick Jones)
3. You're All I Am – 3:19 (Mick Jones)
4. Back Where You Belong – 3:20 (Mick Jones)
5. Love Has Taken Its Toll – 3:25 (testi: Lou Gramm; musica: Ian McDonald)

Durata totale: 17:30
Lato B
1. Double Vision – 3:40 (testi: Lou Gramm e Mick Jones; musica: Mick Jones)
2. Tramontane – 3:52 (musica: Al Greenwood, Ian McDonald, Mick Jones)
3. I Have Waited so Long – 4:04 (Mick Jones)
4. Lonely Children – 3:31 (Mick Jones)
5. Spellbinder – 4:43 (testi: Lou Gramm; musica: Mick Jones)

Durata totale: 19:50
Edizione CD del 2002, pubblicato dalla Rhino Records (R2 78187)
1. Hot Blooded – 4:29 (Lou Gramm, Mick Jones)
2. Lue Morning, Blue Day – 3:13 (Lou Gramm, Mick Jones)
3. You're All I Am – 3:25 (Mick Jones)
4. Back Where You Belong – 3:16 (Mick Jones)
5. Love Has Taken Its Toll – 3:32 (Ian McDonald, Lou Gramm)
6. Double Vision – 3:45 (Lou Gramm, Mick Jones)
7. Tramontane (Instrumental) – 3:56 (Al Greenwood, Ian McDonald, Mick Jones)
8. I Have Waited so Long – 4:07 (Mick Jones)
9. Lonely Children – 3:37 (Mick Jones)
10. Spellbinder – 4:56 (Lou Gramm, Mick Jones)
11. Hot Blooded (Live at Anaheim, 1982) – 6:58 (Lou Gramm, Mick Jones) – Bonus Track
12. Love Maker (Live at Chicago, 1977) – 6:49 (Betty Wright, Clarence Reid, Willie Clarke) – Bonus Track

Durata totale: 52:03

## Formazione
- Lou Gramm – voce, percussioni
- Mick Jones – chitarra solista, tastiere, cori
- Ian McDonald – chitarra, strumenti a fiato, tastiere, cori
- Ed Gagliardi – basso, cori
- Al Greenwood – tastiere, sintetizzatori
- Dennis Elliott – batteria, cori

Altri musicisti:
- Ian Lloyd – cori